# Granica polsko-węgierska
Granica polsko-węgierska − granica państwowa pomiędzy Polską a Węgrami, istniejąca od czasów Bolesława Chrobrego (około 1000 roku) do włączenia Węgier w skład państwa habsburskiego (XVI wiek) oraz ponownie w II RP (w roku 1939). Na przestrzeni lat zmieniał się jej przebieg, ale oba państwa zawsze pozostawały w dość dobrych stosunkach.

## Granica polsko-węgierska w średniowieczu

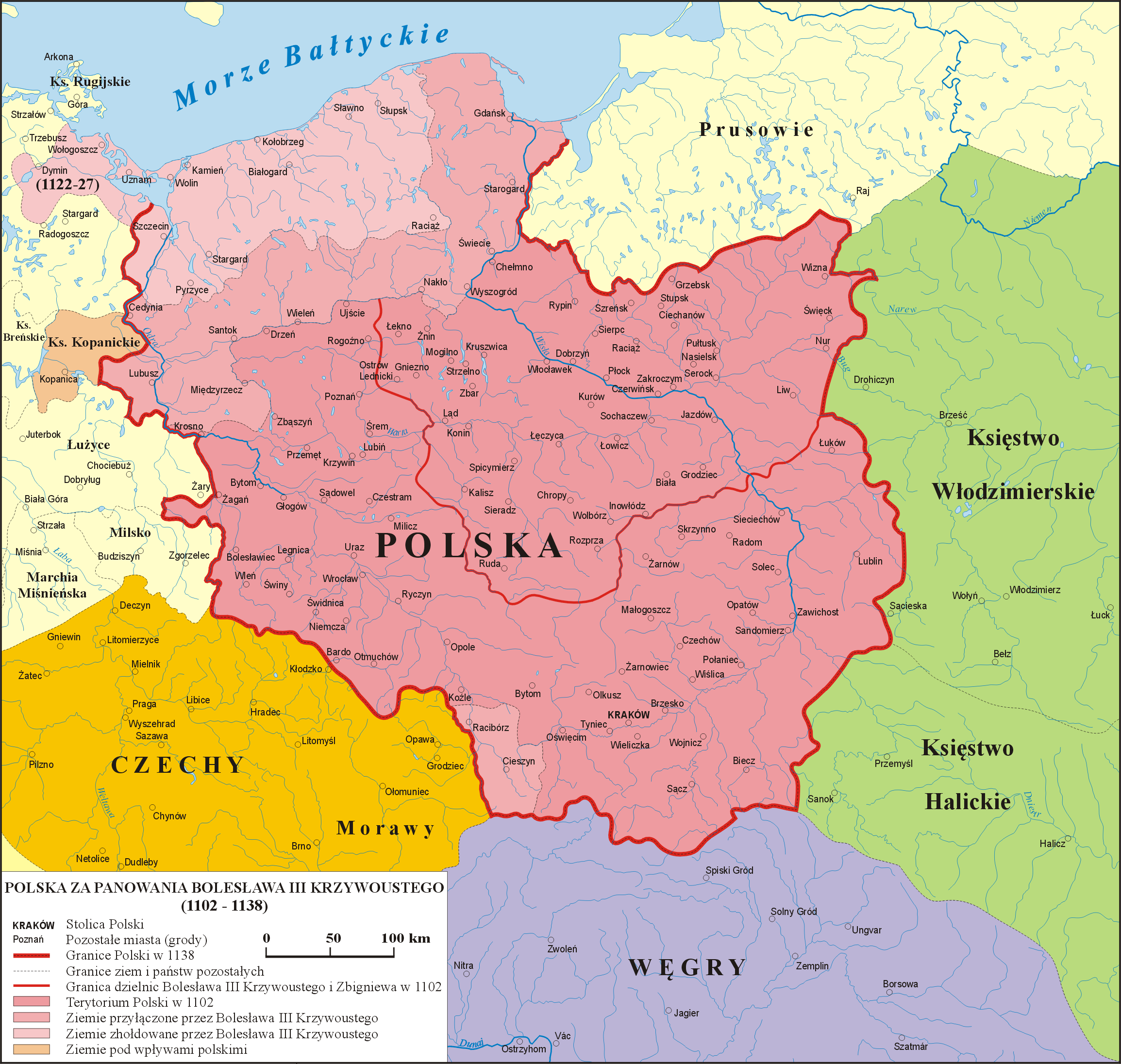
Granica polsko-węgierska za panowania Bolesława III Krzywoustego

## Granica polsko-węgierska w II RP
W okresie II RP granica polsko-węgierska istniała kilkukrotnie.

### 1918
W początkowym okresie istnienia II RP granica polsko-węgierska istniała od przejęcia władzy nad Galicją przez Polską Komisję Likwidacyjną w dniu 31 października 1918 do zawarcia porozumienia między węgierskim ministrem Albertem Bartha i ambasadorem Czechosłowacji Milanem Hodžą przekazującego obszar Górnych Węgier Czechosłowacji w dniu 6 grudnia 1918, wskutek czego granica polsko-węgierska na całej swojej długości stała się granicą polsko-czechosłowacką.

### 1919
W późniejszym okresie granica polsko-węgierska wróciła na krótki okres podczas ofensywy Węgierskiej Republiki Rad na ziemie Słowacji w dniu 16 czerwca 1919 na krótkim, ok. 5-kilometrowym odcinku w rejonie Bardiowa po węgierskiej stronie i Muszyny po polskiej stronie. W dniu 7 lipca 1919 wojska węgierskie zostały wycofane z terenów Słowacji.

### 1939, 1944

Anektowanie w 1939 roku przez Węgry Karpato-Ukrainy pozwoliło stworzyć granicę z Polską

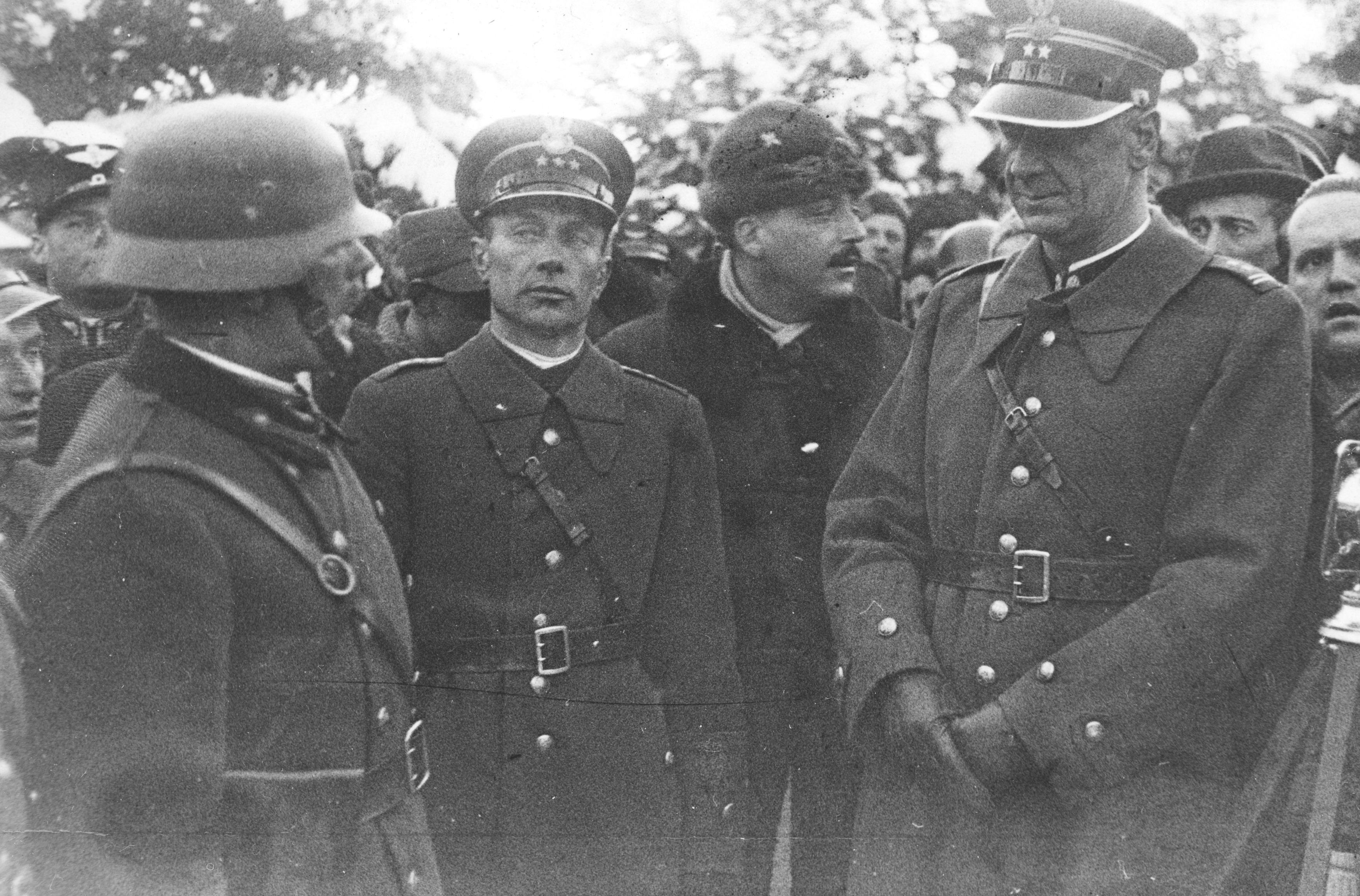
Władysław Ziętkiewicz (pierwszy z prawej) wita na granicy oddziały węgierskie w marcu 1939 roku

W wyniku postanowień układu monachijskiego z 30 września 1938 roku, które osłabiły rząd centralny w Pradze, przedstawiciele wszystkich niepodległościowych stronnictw Rusi Zakarpackiej 8 października ogłosili autonomię tego kraju w ramach Republiki Czesko-Słowackiej. Jednakże 2 listopada 1938 roku Węgry, działając na podstawie pierwszego arbitrażu wiedeńskiego, zajęły południową część Rusi Zakarpackiej z dwoma największymi miastami – stołecznym Użhorodem i Mukaczewem. W odpowiedzi na działania Węgrów, 22 listopada Zgromadzenie Narodowe Republiki Czesko-Słowackiej uchwaliło nową konstytucję, przyznającą Rusi Zakarpackiej autonomię (jako Ukraina Karpacka).
Dalsze losy Rusi Zakarpackiej zostały rozstrzygnięte przez politykę wielkich mocarstw. Dążenia władz węgierskich do przyłączenia tych terenów skłoniły III Rzeszę do zgody na anektowanie przez Węgry całej Rusi Zakarpackiej. Odpowiednie porozumienie podpisano 11 marca 1939 roku. Jednak po ogłoszeniu niepodległości przez Słowację 14 marca, również Ruś Zakarpacka, w nocy z 14 na 15 marca ogłosiła niepodległość jako Karpato-Ukraina. Wskutek zbrojnej interwencji Węgier do 18 marca 1939 roku powstający organizm państwowy Karpato-Ukrainy został całkowicie zlikwidowany. 16 marca odbyły się na Przełęczy Tucholskiej (Wereckiej) uroczystości spotkania wojsk polskich oraz węgierskich i stworzenia wspólnej granicy.
Granica przebiegała identycznie jak fragment granicy polsko-czechosłowackiej sprzed 1938 roku od okolic Solinki (góra Czerenin), do szczytu Stoh w Karpatach Marmaroskich.
Pod koniec wojny, w efekcie operacji wschodniokarpackiej udało się przywrócić na krótkim odcinku między Polską Ludową a proniemieckimi Węgrami granicę między Solinką a okolicami Ustrzyk Górnych, zajętym przez sowieckie i polskie wojska w dniach 23–28 września 1944, tereny po drugiej stronie granicy pozostawały węgierskie do 19–23 października 1944, kiedy zostały zajęte przez wojska sowieckie, po czym, wbrew pierwotnym obietnicom zwrotu Czechosłowacji, zostały włączone w skład ZSRR.